# Day Shift
Day Shift är en amerikansk skräckfilm/actionkomedifilm (independentfilm) från 2022 i regi av debutanten J.J. Perry, skriven av Tyler Tice och Shay Hatten (från en berättelse skriven av Tice). I huvudrollen finns Jamie Foxx vars poolstädningsjobb är en front för hans arbete som vampyrjägare. I filmen medverkar också andra skådespelare som Dave Franco, Snoop Dogg, Natasha Liu Bordizzo, Meagan Good, Karla Souza, Steve Howey, Scott Adkins och Zion Broadnax.
Day Shift släpptes på Netflix den 12 augusti 2022. Filmen fick blandade recensioner från kritiker.
Inspelningen av filmen var ursprungligen planerad att äga rum i Los Angeles från den 19 april till 22 augusti 2021, men fick flyttas till Georgia för att dra fördel av filmincitament. Filmens musik komponerades av Tyler Bates och soundtracket till filmen blev släppt av Netflix Music.

## Rollista
| Jamie Foxx           | – Bud Jablonski, en före detta fallskärmsjägare och misslyckande vampyrjägare, som senare blir Seths bästa vän.                                                    |
| Dave Franco          | – Seth, Buds fackliga handledare och partner. |
| Natasha Liu Bordizzo | – Heather, Buds granne och en sjuksköterskestudent, som förvandlades till en vampyr av Audrey för att fånga Buds familj.                                           |
| Meagan Good          | – Jocelyn Jablonski, Buds exfru. |
| Karla Souza          | – Audrey San Fernando, en vampyr utklädd till fastighetsmäklare, som hotar med att döda Bud och resten av hans familj, detta för att ta hämnd för sin dotters död. |
| Steve Howey          | – Mike Nazarian, vampyrjägare och Dirans bror. |
| Scott Adkins         | – Diran Nazarian, vampyrjägare och Mikes bror. |
| Oliver Masucci       | – Klaus, Audreys högra hand. |
| Snoop Dogg           | – John "Big John" Elliott, en gammal vän till Bud och en vampyrjägarveteran.                                                                                       |
| Eric Lange           | – Ralph Seeger, ordförande för vampyrjägarnas förbund. |
| Peter Stormare       | – Troy, en pantbank som olagligt handlar med övernaturliga föremål.                                                                                                |
| Zion Broadnax        | – Paige Jablonski, Bud och Jocelyns dotter. |